# Bariji jezik
Bariji jezik (ISO 639-3: bjc; aga bereho), transnovogvinejski jezik uže istočnopapuanske skupine iz Papue Nove Gvineje s južne obale rijeke Bariji u provinciji Oro. 460 govornika (2000); u upotrebi su i hiri motu [hmo], moikodi, ili yareba [yrb].
Leksički mu je najbliži moikodi 49%. Zajedno s jezicima aneme wake [aby], moikodi [mkp], nawaru [nwr] i yareba [yrb] čini podskupinu yareba.

## Vanjske poveznice
- Ethnologue (14th)
- Ethnologue (15th)